# The Walking Dead: Road to Survival
The Walking Dead: Road to Survival (с англ. — «Ходячие мертвецы: Дорога жизни») — игра для Android и iOS, создана по мотивам серий комиксов Роберта Киркмана «Ходячие мертвецы» и романов «Ходячие Мертвецы: Восхождение Губернатора» и «Ходячие мертвецы: Дорога в Вудбери» Джея Бонансинга. Игру разработала IUGO Mobile Entertainment, издана Scopely.

## Разработка
Игра была выпущена в Австралии на Android, в США официально вышла 27 августа 2015 года на Android и iOS.
10 декабря 2015 года Scopely вместе с Telltale Games позаимствовали персонажей из The Walking Dead: The Game и адаптировали персонажей, сцены и эпизоды в игру.

## Оценки
Gamezebo положительно оценил игру прокомментировав что «получилась хорошая ролевая игра», сравнивая её с Clash of Clans.
После выхода игра заняла первое место в iOS App Store.